# Gunung Alue Ketapang
Gunung Alue Ketapang är ett berg i Indonesien.   Det ligger i provinsen Aceh, i den västra delen av landet, 1 500 km nordväst om huvudstaden Jakarta. Toppen på Gunung Alue Ketapang är 720 meter över havet.
Terrängen runt Gunung Alue Ketapang är huvudsakligen kuperad, men österut är den bergig. Runt Gunung Alue Ketapang är det glesbefolkat, med 15 invånare per kvadratkilometer. I omgivningarna runt Gunung Alue Ketapang växer i huvudsak städsegrön lövskog.